# Volksraad

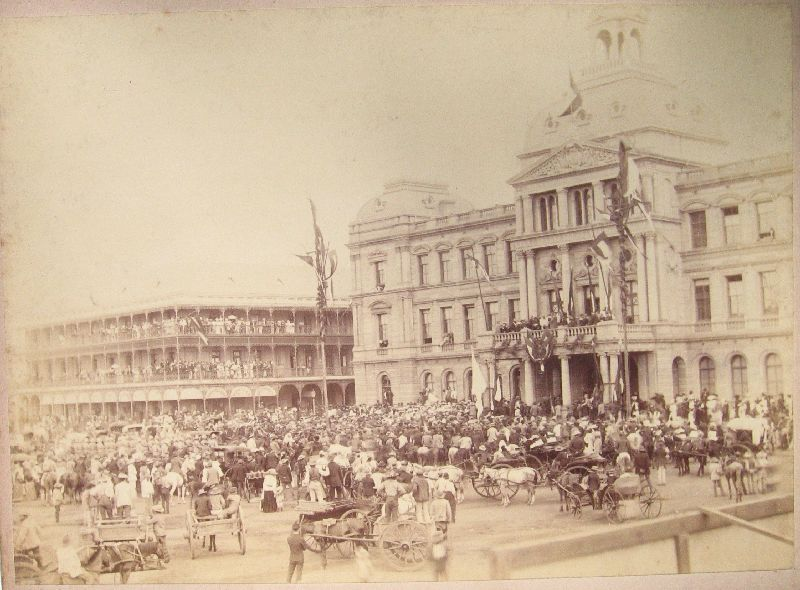
Volksraad tiếp tổng thống Paul Kruger tại Ou Raadsaal, khoảng 1890

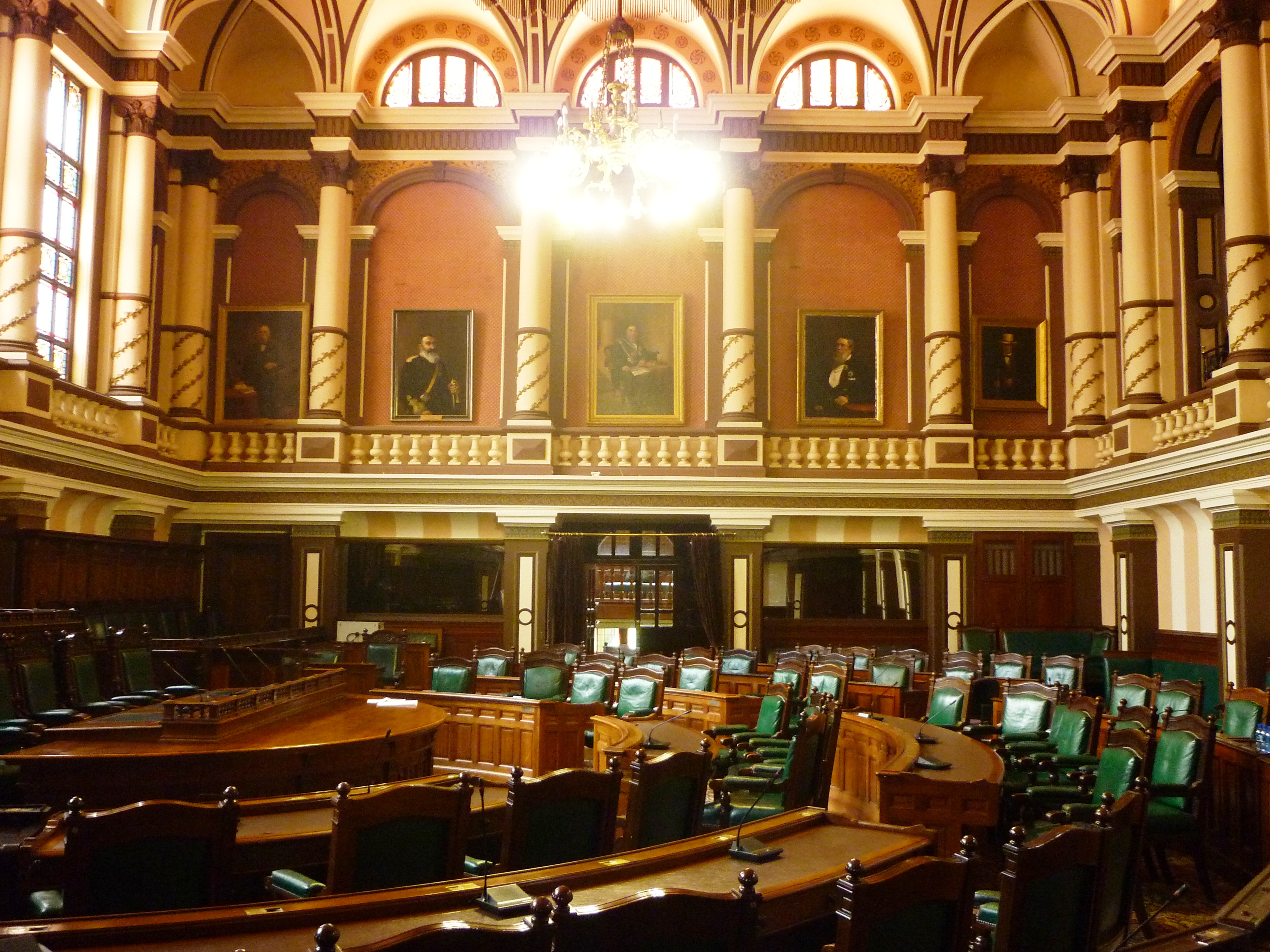
Phòng họp tại Ou Raadsaal

Volksraad (Tiếng Afrikaans: "Hội đồng Nhân dân") là quốc hội của cựu cộng hoà Transvaal (hay còn được gọi là "Cộng hoà Nam Phi", ZAR) từng tồn tại từ 1857 đến 1902. Nhà nước Transvaal đã sụp đổ sau khi Anh giành chiến thắng trong chiến tranh Boer thứ hai. Volksraad nhóm họp tại Ou Raadsaal ở quảng trường Nhà thờ, Pretoria.
Ban đầu là một cơ chế đơn viện, Volksraad được chia thành lưỡng viên vào năm 1890 để cho người Boer kiểm soát các vấn đề nhà nước.
Cơ quan lập pháp lưỡng viện bao gồm "Volksraad thứ hai" với quyền bầu cử cho tất cả nam giới da trắng trên 16 tuổi, có quyền lập pháp hạn chế ở các lĩnh vực khai thác, xây dựng, bản quyền và một số vấn đề thương mại, tất cả đều được phê duyệt tại "Volksraad thứ nhất", đây là cơ quan cao nhất phụ trách chính sách của chính quyền, với ưu tiên dành cho những Burger (nam giới da trắng phục vụ cho chính quyền) được bổ nhiệm vào.
Volksraad cũng là danh xưng trong tiếng Afrikaans của Quốc hội Nam Phi, cơ quan lập pháp duy nhất của Nam Phi từ năm 1910 đến 1994.